# Сан-Жозе-да-Короа-Гранди
Сан-Жозе-да-Короа-Гранди (порт. São José da Coroa Grande) — муниципалитет в Бразилии, входит в штат Пернамбуку. Составная часть мезорегиона Мата-Пернамбукана. Входит в экономико-статистический микрорегион Мата-Меридиунал-Пернамбукана. Население составляет 13 116 человек на 2007 год. Занимает площадь 75 км².